# 南三里塚
南三里塚（みなみさんりづか）は、千葉県成田市の大字。郵便番号は286-0113。

## 地理
成田市の南東部に位置し、遠山地区に所属する。
周辺の本城、三里塚、岩山、朝倉、宝馬、牧野（芝山町）と隣接する。
南北に細長い形をしており、東西を飛び地同士の岩山（芝山町）に挟まれている。

## 世帯数と人口
2017年（平成29年）10月31日現在の世帯数と人口は以下の通りである。
| 大字     | 世帯数 | 人口  |
| -------- | ------ | ----- |
| 南三里塚 | 43世帯 | 108人 |

## 小・中学校の学区
市立小・中学校に通う場合、学区は以下の通りとなる。
| 地域 | 小学校               | 中学校             |
| ---- | -------------------- | ------------------ |
| 全域 | 成田市立三里塚小学校 | 成田市立遠山中学校 |

## 施設
- 三里塚グラウンド

## 交通

### 道路
- 国道296号（岩山（芝山町）方面）

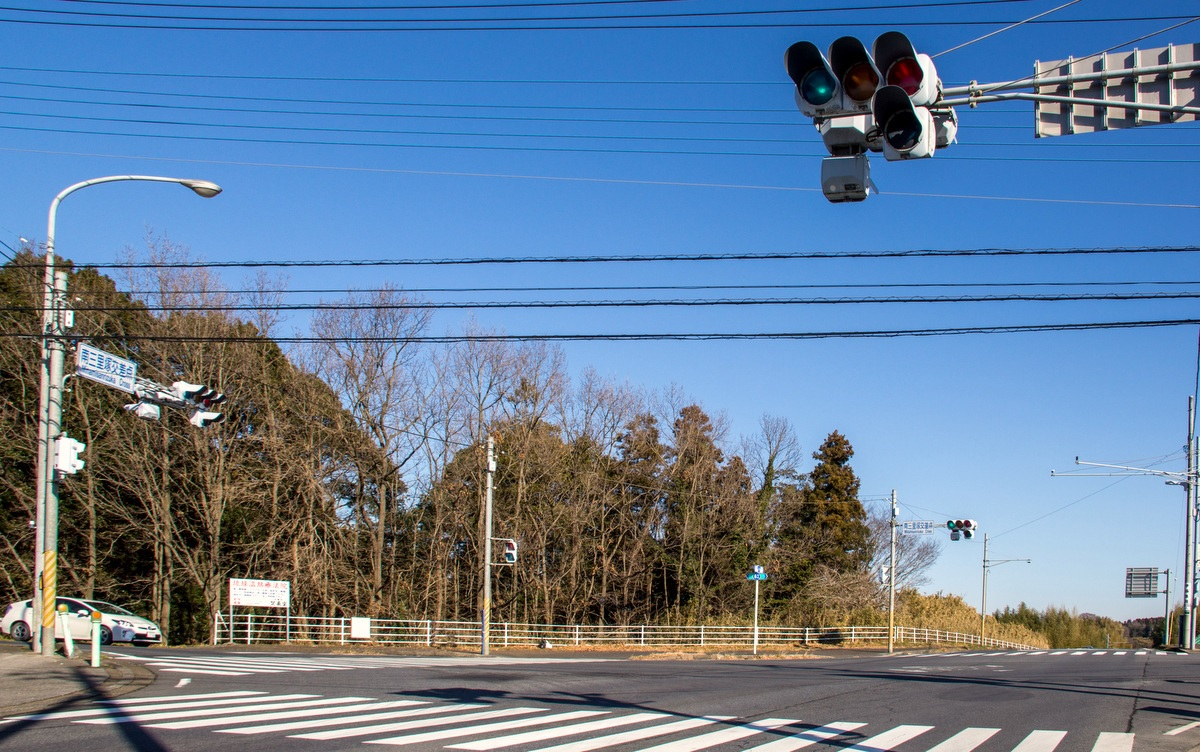
南三里塚交差点

- 千葉県道62号成田松尾線（芝山はにわ道・三里塚、宝馬方面）

### バス
- 千葉交通・本城台線 - 京成成田駅～プロロジス成田１
  - （三里塚南（本城）） - プロロジス成田１
- 成田市コミュニティバス（千葉交通運行）遠山ルート - 南三里塚回転所～京成成田駅～保健福祉館
  - 南三里塚回転所 - 長原 - （本城台（三里塚））